# Helle Thorning-Schmidt
Helle Thorning-Schmidt, née le 14 décembre 1966 à Rødovre, est une femme politique danoise, Première ministre entre 2011 et 2015 en tant que présidente du Parti social-démocrate (SD).

## Éléments personnels

### Éducation et vie professionnelle
Elle termine ses études secondaires au lycée d'Ishøj en 1985 et entre alors à l'université de Copenhague, où elle obtient en 1994 un master de science politique. L'année précédente, elle avait passé avec succès son master d'études européennes au Collège d'Europe, à Bruges.
Chef du secrétariat de la délégation sociale-démocrate danoise au Parlement européen entre 1994 et 1997, elle devient ensuite consultante internationale pour la confédération syndicale LO jusqu'en 1999.
Outre le danois, elle parle couramment l'anglais et le français.
En février 2019, elle devient membre du conseil d'administration de la société danoise d'éoliennes Vestas.
Elle siège depuis 2020 au conseil de surveillance de Facebook, dont elle est co-présidente. Dans ce rôle, elle critique en janvier 2025 la décision de Mark Zuckerberg de réduire le fact-checking sur Facebook et Instagram.

### Famille et vie privée
Helle Thorning-Schmidt est la fille de Holger Thorning-Schmidt, professeur de mathématiques et sciences économiques à l'université de Copenhague.
Elle est mariée à Stephen Kinnock, élu député lors des élections générales de 2015 au Royaume-Uni, et fils de l'ancien chef du Parti travailliste britannique Neil Kinnock. Le couple a deux enfants.

## Carrière politique

### Députée européenne, puis nationale
Elle découvre la politique au lycée en luttant contre l'apartheid et pour Nelson Mandela, et devient membre du Parti social-démocrate en 1993.
Elle est élue députée européenne aux élections du 10 juin 1999. Elle siège alors au sein du groupe du Parti socialiste européen, de la commission de l'Emploi et des Affaires sociales, et occupe la vice-présidence de la délégation des relations avec la Lettonie. 
En mars 2003, elle est désignée candidate sociale-démocrate aux élections législatives de 2005. Elle est élue députée au Folketing le 8 février 2005.

### Chef de l'opposition danoise
Le scrutin ayant été remporté par les libéraux d'Anders Fogh Rasmussen, le président des Sociaux-démocrates, l'ancien ministre Mogens Lykketoft, renonce le soir même à diriger le parti. Deux jours plus tard, le comité exécutif décide que le prochain chef de la formation sera élu par les adhérents. Elle décide alors de soumettre sa candidature et se trouve opposée au député Frank Jensen, qui prône une ligne plus à gauche. Le 12 avril, Helle Thorning-Schmidt est élue présidente des Sociaux-démocrates avec 53,2 % des suffrages et devient la première femme à diriger le parti.
Dans le cadre de la campagne pour les élections législatives anticipées du 13 novembre 2007, elle s'oppose aux baisses d'impôts promises par le Premier ministre Anders Fogh Rasmussen car elle souhaite augmenter les dépenses de l'État-providence, à la convocation d'un référendum sur le traité de Lisbonne, présente un programme dans lequel elle propose de combattre l'accroissement des inégalités sociales et le réchauffement climatique, en portant à 45 % la part des énergies renouvelables dans la production électrique danoise d'ici à 2025. Bien que sa formation ait perdu deux sièges de députés mais moins d'un demi-point en termes de suffrages exprimés, elle n'est pas remise en cause à la tête des Sociaux-démocrates.[réf. nécessaire]
À partir de ce scrutin, elle affirme sa volonté de constituer une coalition gouvernementale de centre gauche avec le Parti socialiste populaire (SF) et le Parti social-libéral (RV), et le soutien sans participation de la Liste de l'unité (ERG). Elle reçoit l'appui du président du SF, Villy Søvndal, et de Margrethe Vestager, présidente du RV. Dans un sondage paru en août 2011, une telle alliance recueillerait en tout 51,5 % des voix et serait donc nettement majoritaire au Folketing, avec 91 députés contre 84.
Pendant la campagne électorale, le tabloïd B.T. l'accuse de fraude fiscale. Les autorités fiscales conduisent une enquête et concluent que ces allégations sont infondées. B.T. publie alors un document contenant des informations privées, notamment qu'Helle Thorning-Schmidt avait payé moins d'impôts qu'elle ne devait mais qu'il y avait prescription. En décembre 2011, un fonctionnaire du ministère de la Fiscalité révèle à la police du Danemark que c'est le ministre Troels Lund Poulsen qui a transmis ces informations à la presse. L'affaire fait scandale et une commission d'enquête est créée.
Le jour du scrutin, alors que les SD reculent très légèrement à 24,9 % des voix et 44 députés, en perdant un siège, la gauche remporte au total 89 élus, soit trois de plus que la droite. Elle remporte donc les élections législatives danoises de 2011, mais son propre parti est en léger recul et elle doit composer avec les partis de la coalition rouge.

### Première ministre du Danemark

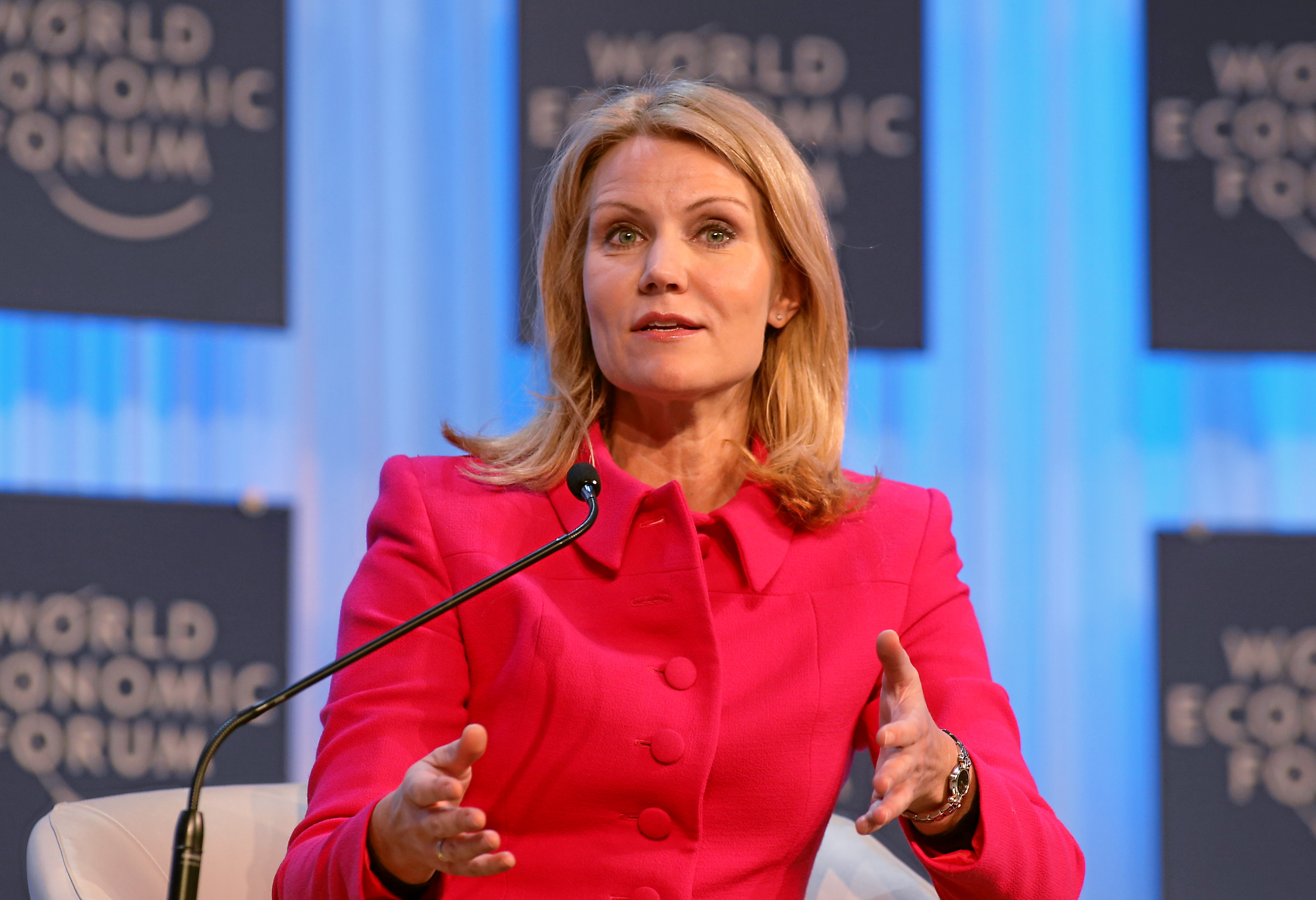
Helle Thorning-Schmidt en 2013.

Le 2 octobre 2011, Helle Thorning-Schmidt est nommée Première ministre, devenant la première femme à occuper ce poste, prenant la tête d'une coalition entre les Sociaux-démocrates, le Parti social-libéral et le Parti populaire socialiste, minoritaire au Folketing avec 77 députés sur 179. Elle dispose cependant du soutien de la Liste de l'unité (EL) et de trois députés du Groenland et des Îles Féroé.
Elle adopte une politique fiscale libérale conduisant à une remise en cause du modèle social danois. Elle abaisse notamment l'impôt sur les sociétés, durcit les conditions d'accès aux allocations chômage et supprime certaines aides pour les étudiants. Celle politique lui vaut de fortes inimitiés à gauche, ce qui la conduit à s'appuyer sur des partis d'opposition pour faire valider son budget par le Parlement.
La décision de vente d'une partie de l'entreprise publique d'énergie DONG Energy à la banque d'investissement américaine Goldman Sachs entraîne une crise gouvernementale. Le 30 janvier 2014, les six ministres du SF remettent leur démission afin d'exprimer le refus de cette vente, assurant ne pas basculer dans l'opposition. Sa coalition réduite à deux partis, la Première ministre forme quatre jours plus tard son second gouvernement.
Le 27 mai 2015, elle annonce convoquer des élections législatives anticipées le 18 juin 2015, soit quelques mois avant la date limite de tenue du scrutin, en septembre. Le bloc de droite remporte ces élections avec 90 députés sur 179, et elle annonce alors quitter la présidence de son parti. Le 28 juin, elle est remplacée par Lars Løkke Rasmussen au poste de Premier ministre, et par Mette Frederiksen à la tête des sociaux-démocrates,.
En janvier 2016, elle annonce qu'elle va quitter le Folketing pour devenir directrice générale de Save the Children International. Elle prend ses nouvelles fonction en avril. Elle quitte ce poste en 2019.